# داریوش هندرسون
داریوش هندرسون (انگلیسی: Darius Henderson؛ زادهٔ ۷ سپتامبر ۱۹۸۱) یک بازیکن فوتبال اهل بریتانیا است. 